# Nemuroglanis lanceolatus
Nemuroglanis lanceolatus es una especie de peces de la familia Heptapteridae en el orden de los Siluriformes.

## Morfología
Los machos pueden llegar alcanzar los 3,8 cm de longitud total. 
El número de  vértebras es 41-42.

## Hábitat
Es un pez de agua dulce y de clima tropical.

## Distribución geográfica
Se encuentran en Sudamérica:  cuencas de los ríos  Napo,  Solimões y  Ucayali.